# Характер групи
Характер — мультиплікативна комплекснозначна функція на групі. Інакше кажучи, якщо {\displaystyle G} — група, то характер — це гомоморфізм з {\displaystyle G} в мультиплікативну групу поля (зазвичай поля комплексних чисел).
Іноді розглядають тільки унітарні характери — гомоморфізми в мультиплікативну групу поля, образ яких лежить на одиничному колі, або, в разі комплексних чисел, гомоморфізми в {\displaystyle U(1)}. Решту гомоморфізмів у {\displaystyle k^{*}} називають у такому разі квазіхарактерами.

## Пов'язані визначення
- Характер топологічної групи визначають як неперервний гомоморфізм у мультиплікативну групу поля. Відповідно, характер алгебричної групи — це раціональний гомоморфізм у {\displaystyle k^{*}.}

- Характер представлення групи — близьке визначення для представлень груп, елемент відображається у слід свого представлення.

## Властивості
- Для довільної групи {\displaystyle G} множина характерів {\displaystyle \mathrm {Ch} (G)} утворює абелеву групу з операцією
{\displaystyle \chi _{a}\cdot \chi _{b}=\chi _{ab}.}
  - Цю групу називають групою характерів.

- Характери лінійно незалежні, тобто якщо {\displaystyle \chi _{1},\chi _{2},\ldots ,\chi _{n}} — різні характери групи G, то з рівності {\displaystyle a_{1}\chi _{1}+a_{2}\chi _{2}+\cdots +a_{n}\chi _{n}=0} випливає, що {\displaystyle a_{1}=a_{2}=\cdots =a_{n}=0.}

## Характери в U(1)
Важливим частковим випадком характерів є відображення групи комплексних чисел, рівних за модулем одиниці. Такі характери мають вигляд {\displaystyle \chi (a)=e^{2\pi \varphi (a)i}}, де {\displaystyle \varphi :G\to {\mathbb {R} },\ \forall a,b\in (G,\circ ):\ \varphi (a)+\varphi (b)=\varphi (a\circ b)}, і широко вивчаються в теорії чисел у зв'язку з розподілом простих чисел у нескінченних арифметичних прогресіях. У цьому разі групою, що вивчається, є кільце лишків {\displaystyle {\mathbb {Z} }_{n}} із операцією додавання, а функція {\displaystyle \varphi } лінійна. При цьому множина різних значень лінійного коефіцієнта функції {\displaystyle \varphi } визначає групу характерів, ізоморфну групі {\displaystyle {\mathbb {Z} }_{n}}.
Розглянемо {\displaystyle {\mathbb {Z} }_{3}=\left\lbrace {[0],[1],[2]}\right\rbrace }
Для {\displaystyle \lambda =0,1,2} визначимо
{\displaystyle \chi _{\lambda }(x)=e^{2\pi {\frac {\lambda x}{3}}i}}
Класичним прикладом використання характерів за модулем є теорема Діріхле про прості числа в арифметичній прогресії.
Для нескінченних циклічних груп, ізоморфних {\displaystyle {\mathbb {Z} }}, буде існувати безліч характерів виду {\displaystyle {\chi _{\alpha }}(n)=e^{2\pi n\alpha i}}, де {\displaystyle \alpha \in (0;1)}.

### Характери скінченнопороджених груп
Для довільної скіннопородженої обелевої групи {\displaystyle (G,\circ )} також можна явно і конструктивно описати безліч характерів {\displaystyle U(1)}. Для цього використовують теорему про розкладання такої групи у прямий добуток циклічних груп.
Оскільки будь-яка циклічна група порядку {\displaystyle h} ізоморфна групі {\displaystyle {\mathbb {Z} }_{h}} і її характери в {\displaystyle U(1)} завжди відображаються у множину {\displaystyle \left\lbrace {e^{2\pi {\frac {k}{h}}i}:\ k=0,\dots ,h-1}\right\rbrace }, то для групи, представленої прямим добутком {\displaystyle G=G_{1}\otimes \dots \otimes G_{s}}, циклічних груп {\displaystyle G_{i}=\left\lbrace {{g_{i}}^{k}\ :\ 0\leq k<n_{i}}\right\rbrace }, можна параметризувати характер як добуток характерів цих циклічних груп:
{\displaystyle \chi _{k_{1},\dots ,k_{s}}(x)=e^{2\pi {\frac {k_{1}}{n_{1}}}}\cdot e^{2\pi {\frac {k_{s}}{n_{s}}}}=e^{2\pi ({\frac {k_{1}}{n_{1}}}+\dots +{\frac {k_{s}}{n_{s}}})},0\leq k_{i}<n_{i}}
Це дає змогу провести явний ізоморфізм між групою {\displaystyle G} та групою її характерів, що дорівнює їй за кількістю елементів.
{\displaystyle {g_{1}}^{k_{1}}\circ \dots \circ {g_{s}}^{k_{s}}\mapsto \chi _{k_{1},\dots ,k_{s}}}

### Властивості характерів скінченних груп
Для {\displaystyle g\in G} позначимо через {\displaystyle \chi _{g}:G\to U(1)} характер, відповідний елементу {\displaystyle g} за описаною вище схемою.
Справедливі такі тотожності:
{\displaystyle \sum \limits _{g\in G}{\chi (g)}=\left\lbrace {\begin{matrix}0,&\chi \not =\chi _{0}\\|G|,&\chi =\chi _{0}\end{matrix}}\right.}
{\displaystyle \sum \limits _{x\in G}{\chi _{g}(x)}=\left\lbrace {\begin{matrix}0,&x\not =0\\|G|,&x=0\end{matrix}}\right.}

## Варіації та узагальнення
Якщо {\displaystyle A} — асоціативна алгебра над полем {\displaystyle k}, характер {\displaystyle A} — це ненульовий гомоморфізм алгебри {\displaystyle A} в {\displaystyle k}. Якщо при цьому {\displaystyle A} — зоряна алгебра ,[уточнити] то характер є зоряним гомоморфізмом у комплексні числа.